# Joan Guinjoan
Joan Guinjoan i Gispert (né le 28 novembre 1931 à Riudoms et mort le 1er janvier 2019) est un compositeur et pianiste d'origine catalane.

## Biographie
Joan Guinjoan fait ses études au Conservatori superior de música del Liceu à Barcelone. En 1954, il s'installe à Paris et continue ses études à l'École normale de musique. Il reçoit également l'enseignement de Cristòfor Taltabull. Après plus de 250 récitals de piano, il abandonne sa carrière de pianiste dans les années 1960. Il se consacra alors à la composition. En 1962, il entre à la Schola cantorum à Paris. Il rentre définitivement à Barcelone l'année suivante. 
Il a eu Anna Bofill Levi comme élève de composition. 
En 2003 est créé au théâtre du Liceu son opéra Gaudí, sur un livret de Josep Maria Carandell.

## Distinctions
- En 1990, il reçoit le Prix national de musique.
- En 1999, il reçoit la Creu de Sant Jordi, distinction décernée par la Generalitat de Catalogne.
- En 2001, il reçoit la Médaille d'or du mérite des beaux-arts par le Ministère de l'Éducation, de la Culture et des Sports[2].
- En 2004, il reçoit le Prix Tomás Luis de Victoria.

## Œuvres
- Suite moderna (1960)
- Sinfonía de la imperial Tarraco (1961)
- Prélude no 1 (1961)
- Prélude nº 2 (1961)
- Momentos 1 (1961)
- Fantasie en do (1961)
- Escenas de niños (1961)
- El pinell de Dal (1962)
- Chez García Ramos (1962)
- Tentación (1963)
- Scherzo et trío (1963)
- Rayo de luna (1963)
- Prélude nº 3 (1963)
- Peces bermejos (1963)
- Nubes (1963)
- Concierto pour piano et orchestre de chambre (1963)
- Jour jusqu'au sang (1964)
- Fantaisie pour clarinette et piano (1964)
- Canto espiritual indio (1964)
- Trois mouvementes pour piano, clarinette et percussion (1965)
- Tríptico para quinteto de viento [Triptyque pour quintette à vent] (1965)
- Tres pequeñas piezas (1965)
- Miniaturas (1965)
- Puntos cardinales (1966)
- Células nº 1 (1966)
- Células nº 2 (1966)
- Monólogo de Orestes (1968)
- Los cinco continentes (1968)
- Dynamiques-Rythmes (1968)
- Cinq études pour deux pianos et percussion 1968)
- Células nº 3 (1968)
- Trois pièces pour clarinette seule (1969)
- Suite symphonique du ballet Los cinco continentes (1969)
- Pentágono (1969)
- Musica intuitiva (1969)
- Fragmento (1969)
- Duo pour violoncelle et piano (1970)
- Bi-tematic (1970)
- Magma (1971)
- La rosa de los vientos (1971, révisé en 1978)
- Tensión-Relax (1972)
- Retaule (1972)
- Diagramas (1972). Prix de la composition de la ville de Barcelone en 1972.
- Tríptico de Semana Santa (1973)
- Las moscas (1973)
- Improvisación I (1973)
- Ab origine (1974)
- Trama (1975, révisé en 1983)
- ''Música para violonchelo y orquesta (1975, révisé en 1980)
- Acta est fabula (1975)
- Variorum (1976)
- Retorno a Cataluña (1976)
- Por la esperanza (1976)
- Duelo (1976)
- Dígrafo (1976)
- Tzakol (1977)
- Magic (1977)
- Koan 77 (1977)
- El diario (1977)
- Ambiente nº 1 (1977)
- Phobos (1978)
- La rosa de los vientos. Deuxième version en (1978). Prix de la composition de la ville de Barcelone en 1978.
- G.I.C. 1978 (1978)
- Divagante (1978)
- Cadenza (1978)
- Puzzle (1979)
- Prisma (1979)
- Phrase (1979)
- Jondo (1979)
- G.I.C. 1979 (1979)
- Neuma (1980)
- Microtono pour alto seul (1980)
- Horitzo (1980)
- Croquis (1980)
- Au revoir, Barocco (1980)
- Tensión (1981)
- Trio per archi (1982)
- Foc d'aucell (1982)
- Diferencias (1983)
- Concerto n° 1 pour piano et orchestre (1983). In memoriam Ernest Lluch.
- Vectorial (1985)
- Música para II (1985)
- Contrapunto alla mente (1985)
- Homenaje a Carmen Amaya (1986)
- Concerto n° 1 pour violon et orchestre (1986)
- Nocturno (1987)
- In tribulatione mea invocavi dominum (1987). Dédié à Pietat Homs.
- Resonancias (1988)
- Passim-Trío (1988)
- Concerto pour basson et ensemble instrumental (Concierto para  fagot y conjunto instrumental) (1989)
- Concerto pour guitare et orchestre (1990)
- Trencadis (1991)
- Gaudí (1989-1992). Opéra dédié à Monique Gispert de Guinjoan, épouse du compositeur
- Nexus (1993)
- Trencadís (1994). Fragment symphonique du ballet, tiré de son opéra Gaudí
- Self-Paráfrasis (1997). Dédié à Enrique Franco.
- Symphonie no 2 Ciutat de Tarragona (1998). Dédiée à Montserrat Icart.
- Pantonal (1998). En hommage à l'orchestre de Cadaqués, dédié à Isabel Guinjoan Cambra, nièce du compositeur
- Bi-temàtic (1998)
- Fanfarria (1999). Dédié à l'Orchestre symphonique de Barcelone.
- Autógrafo (1999).
- Díptico para 8 violonchelos (2000). Dédié à Jacques Bernaerd.

## Honneurs et Prix
- Guinjoan a été fait Chevalier des Arts et des Lettres en 1981 et Officier des Arts et Lettres en 1990 par le governement français.
- En 1990, il a reçu le Prix national de musique.
- En 1995, il a reçu le Prix national de musique de Catalogne.
- En 2004, il a reçu le Prix Tomás Luis de Victoria.